# Louis Chopier
Louis Chopier, né le 16 septembre 1931 à Paramé (aujourd'hui Saint-Malo) et mort le 19 octobre 2000 à Saint-Malo, est un homme politique et syndicaliste agricole français. 

## Biographie
Issu d'une famille d’agriculteurs de la côte nord de l'Ille-et-Vilaine, Louis Chopier devient maraîcher et syndicaliste agricole : à la JAC et à la CDJA tout d'abord, puis à la FDSEA — puissante dans le département — , dont il devient le président en 1961. Trois ans plus tard, il accède à la présidence de la Chambre départementale d'agriculture.
Sa carrière politique débute en 1959 lorsqu'il est élu conseiller municipal de Paramé sous l'étiquette MRP, suivant ainsi les traces de son père et son oncle. Par la suite, il s'éloigne de la politique pour se consacrer à ses activités agricoles et syndicales.
Adhérent du Parti socialiste dès 1972, il devient maire de Saint-Malo à la tête d'une liste d'union de la gauche le 20 mars 1977, faisant ainsi basculer la cité corsaire. Il est largement réélu l'année suivante (mais sans les communistes qu'il écarte de sa majorité) après l'invalidation du scrutin municipal et la tenue d'une élection partielle où sa « liste d'union pour la démocratie malouine» recueille 57,29 % des voix.
Le 21 mars 1982, il fait son entrée au conseil général en battant Christian Morvan, candidat de la majorité départementale, dans le canton de Saint-Malo-Nord. Il est réélu en 1988.
Candidat à sa réélection aux municipales de 1983, il est défait par Marcel Planchet, qui l'a précédé à la mairie. En 1986, il est exclu du PS après avoir monté une liste dissidente aux élections régionales avec l'élu rennais Michel Phlipponneau.
À la faveur de la démission de Marie-Noëlle Lienemann, élue dans l'Essonne lors des élections législatives, il devient député européen en 1988 et le reste un peu plus d'un an. Au Parlement européen, il siège alors sur les bancs du groupe socialiste. Tête de liste de l'union de la gauche en 1989, il ne parvient pas à reprendre le siège perdu six ans plus tôt : il est battu au second tour des municipales par le centriste René Couanau.
Il perd son siège de conseiller général en 1994 face à la candidate UDF-CDS Catherine Jacquemin et aux municipales de 1995, il arrive second derrière le maire sortant, réélu dès le premier tour avec 54,30 % des suffrages. Il demeure conseiller municipal jusqu'à son décès.
Il meurt le 19 octobre 2000 des suites d'un cancer.

## Détail des fonctions et des mandats
Mandat parlementaire
- 21 juillet 1988 - 24 juillet 1989 : député européen (remplaçant Marie-Noëlle Lienemann)

Mandats locaux
- 27 mars 1977 - 13 avril 1978 : maire de Saint-Malo
- 1er juin 1978 - 19 mars 1983 : maire de Saint-Malo
- 21 mars 1982 - 27 mars 1994 : conseiller général du canton de Saint-Malo-Nord

## Décorations
- Chevalier de la Légion d'honneur